# Fürstenzug
Le Fürstenzug (Procession des Princes) à Dresde, Allemagne, est une grande fresque murale d'une procession montée des dirigeants de Saxe . Il a été peint à l'origine entre 1871 et 1876 pour célébrer le 800e anniversaire de la dynastie Wettin, la famille dirigeante de Saxe. Afin de rendre l'ouvrage résistant aux intempéries, il a été remplacé par environ 23 000 grès cérame de Meissen entre 1904 et 1907. D'une longueur de 102 m, elle est connue comme la plus grande œuvre d'art en porcelaine au monde. La peinture murale présente les portraits ancestraux des 35 margraves, électeurs, ducs et rois de la maison de Wettin entre 1127 et 1904.
Le Fürstenzug est situé sur le mur extérieur du Stallhof (cour des écuries) du château de Dresde.

## Histoire
En 1589, le mur extérieur du Stallhof (cour des écuries) récemment construit du château de Dresde était déjà décoré d'une fresque.
Pour le 800e anniversaire de la maison de Wettin en 1889, une autre version en stuc d'une peinture murale à grande échelle a été commandée. Elle a été réalisée par l'artiste Wilhelm Walther entre 1871 et 1876. Comme l'œuvre s'est rapidement détériorée, elle a été remplacée par environ 23 000 carreaux de porcelaine de Meissen entre 1904 et 1907.

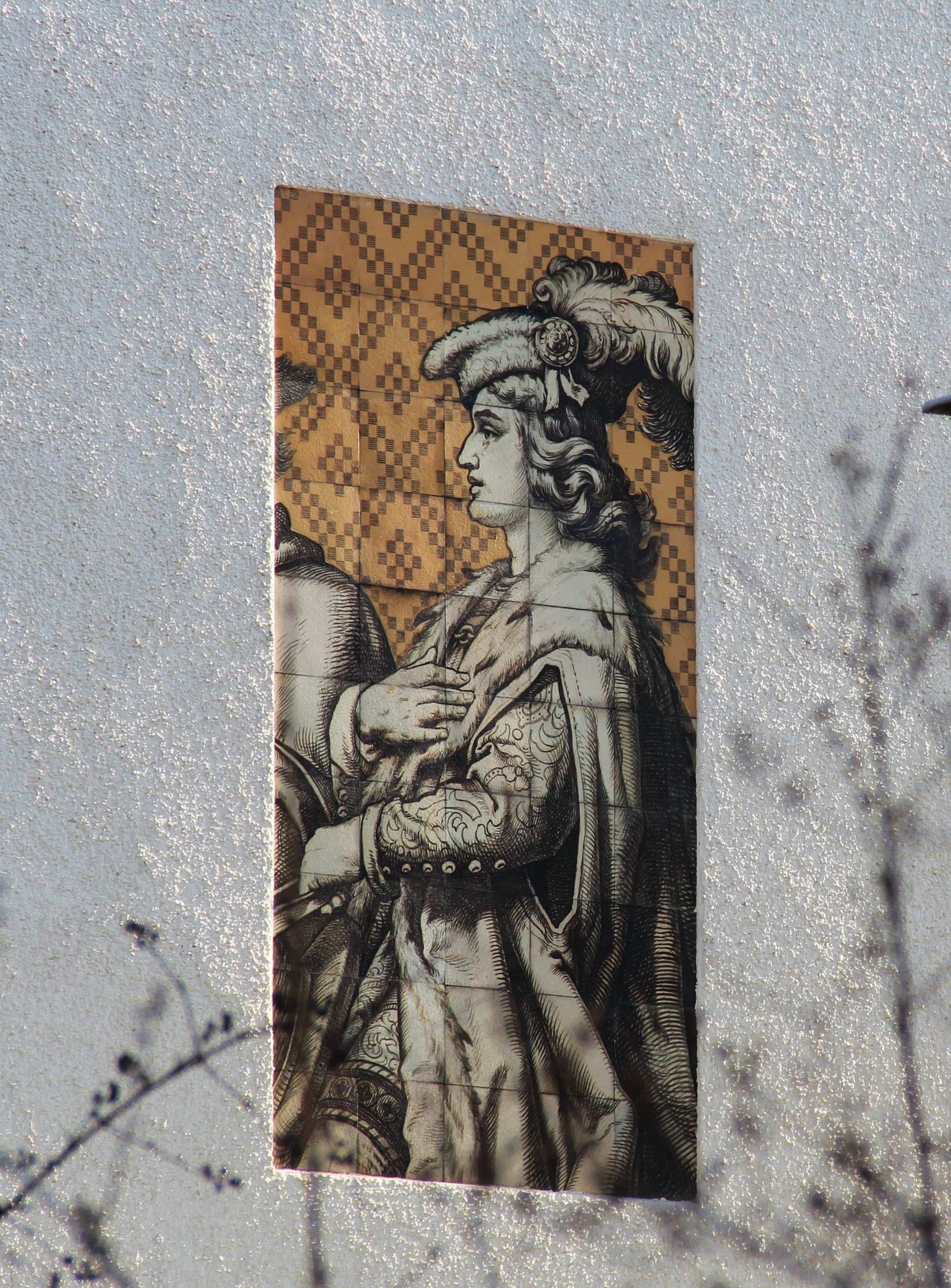
Essai avec le margrave Frédéric Le Belliqueux à la manufacture de porcelaine de Meissen.

Avant de remplacer la fresque par les carreaux de porcelaine, un essai de 50 carreaux de céramique avec le margrave Frédéric Le Belliqueux, a été réalisé et a convaincu le roi George du nouveau procédé le 12 mai 1903. Cet essai peut encore être vue aujourd'hui sur la façade de la cour de la manufacture de porcelaine de Meissen. Le modèle d'essai de Meissen présente des déviations mineures, qui ont apparemment été modifiées par la suite. Les motifs décoratifs avec les petits éléments cubiques à l'arrière-plan ne correspondent pas dans leur disposition à l'œuvre de Dresde. Les positions de la peinture sur les différents carreaux sont également différentes ici. À l'origine, il y avait en réalité deux essais. À gauche du petit échantillon de peinture, que l'on peut encore voir aujourd'hui, il y avait également une section plus grande du cortège du prince sur la façade de la maison. Ici, on pouvait autrefois voir Frédéric le Mordu et Frédéric le Sérieux dans leur taille originale. Ce tableau a été retiré pour l'installation de fenêtres.
La peinture murale représente les 35 margraves saxons, électeurs, ducs et rois de Conrad, margrave de Meissen, qui a régné au XIIe siècle, jusqu'à George de Saxe qui n'a été roi que deux ans au XXe siècle. Les seuls manquants sont Henri Ier de Misnie (vers 1089) et le dernier roi de Saxe, Frédéric-Auguste III, qui a régné de 1904 à 1918. Sont également représentés 59 scientifiques, artisans, artisans, enfants et agriculteurs.
Seuls des dommages minimes aux carreaux de porcelaine résultent du bombardement de Dresde du 13 février 1945.

## Dimensions
Le Fürstenzug est long de 101,9 m et haut de 10,5 m.
En raison de 18 fenêtres situées dans la partie supérieure du mur, la superficie couverte est seulement de 968 mètres carrés. Chaque carreau mesure 20,5 cm sur 20,5 cm. Quelque 23 000 carreaux sont disposés sur le mur.

## Personnages représentés

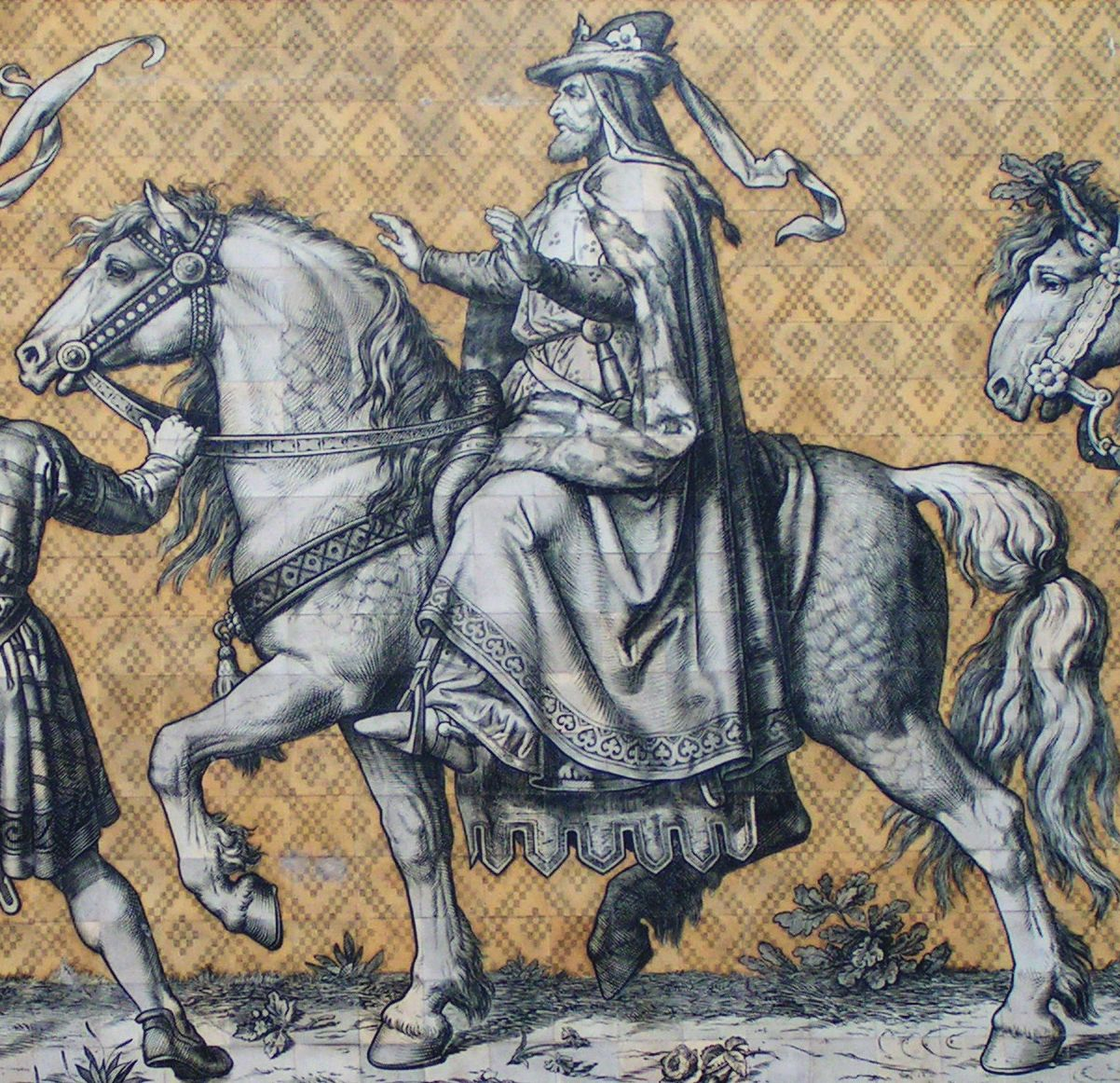
Conrad, margrave de Meissen, le premier souverain de la procession.

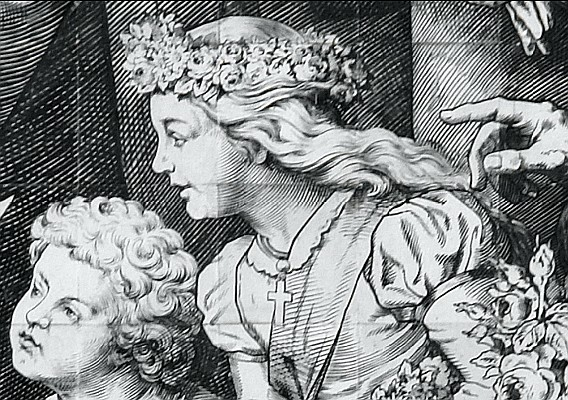
Une fille du groupe d'enfants est la seule femme du Fürstenzug.

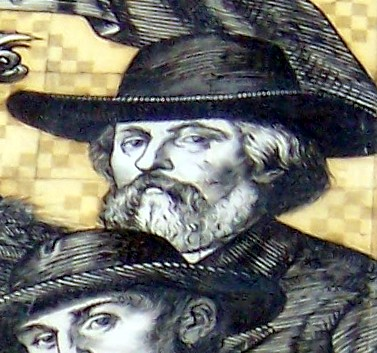
Le créateur Wilhelm Walther, la dernière personne du Fürstenzug.

Les 35 nobles, margraves, électeurs, ducs et rois, sont représentés à cheval tandis que des fantassins et d'autres personnes les accompagnent. Le nom de chaque souverain est inscrit sous son image. Toutes les personnes représentées portent des vêtements contemporains.
- Conrad, margrave de Meissen (1127-1156)
- Otto II, margrave de Meissen (1156-1190)
- Albert, margrave de Meissen (1190-1195)
- Thierry Ier, margrave de Meissen (1195-1221)
- Henri III, margrave de Meissen (1221-1288)
- Albert II, margrave de Meissen (1288-1307)
- Frédéric Ier, margrave de Meissen (1307–1324)
- Frédéric II, margrave de Meissen (1324–1349)
- Frédéric III, landgrave de Thuringe (1349-1381)
- Frédéric Ier, électeur de Saxe (1381–1428)
- Frédéric II, électeur de Saxe (1428–1464)
- Ernest, électeur de Saxe (1464-1486)
- Albert III, duc de Saxe (1486–1500)
- Frédéric III, électeur de Saxe (1486-1525)
- Jean, électeur de Saxe (1525-1532)
- Jean-Frédéric Ier, électeur de Saxe (1532–1547)
- George, duc de Saxe (1500-1539)
- Henri IV, duc de Saxe (1539-1541)
- Maurice, électeur de Saxe (1547–1553)
- Auguste, électeur de Saxe (1553-1586)
- Christian Ier, électeur de Saxe (1586–1591)
- Christian II, électeur de Saxe (1591–1611)
- Jean-Georges Ier, électeur de Saxe (1611-1656)
- Jean-Georges II, électeur de Saxe (1656–1680)
- Jean-Georges III, électeur de Saxe (1680-1691)
- Jean-Georges IV, électeur de Saxe (1691-1694)
- Auguste II le Fort (1694-1733)
- Auguste III de Pologne (1733–1763)
- Frédéric Christian, électeur de Saxe (1763)
- Frédéric-Auguste Ier de Saxe (1763–1827)
- Antoine de Saxe (1827–1836)
- Frédéric Auguste II de Saxe (1836-1854)
- Jean de Saxe (1854–1873)
- Albert de Saxe (1873-1902)
- Georges de Saxe (1902-1904)

Ils sont suivis par les représentants les plus importants de l'École Sainte-Croix de Dresde (Kreuzschule), de l'Université de Leipzig. À la fin de la procession, dans un groupe à pied de 45 personnes figurent le peintre Ludwig Richter, les sculpteurs Ernst Julius Hähnel et Johannes Schilling, l'architecte Georg Hermann Nicolai (en) et l'artiste Wilhelm Walther lui-même, avec ses assistants et son professeur, Julius Hübner. Au total, 94 personnes sont représentées sur la frise murale.

## Voir également
- Liste des dirigeants de Saxe